# Indus-II-Zwerggalaxie
Die Indus-II-Zwerggalaxie, kurz auch Indus II oder Indus 2, ist eine im Jahr 2015 entdeckte Zwerggalaxie des Typs dSph im Sternbild Indianer in der Lokalen Gruppe und eine der Satellitengalaxien der Milchstraße.

## Eigenschaften
Ind II dSph besitzt einen Halblichtradius von {\displaystyle r_{h}=2,9_{-1,0}^{+1,1}} ′, was bei einer Entfernung von etwa 214 kpc einer Größe von (181 ± 67) pc entspricht.

## Weiteres
- Liste der Galaxien der Lokalen Gruppe